# Arthur McAleenan
Arthur McAleenan (ur. 15 października 1894 w Nowym Jorku, zm. 16 maja 1920 tamże) – amerykański skoczek, olimpijczyk.
Uczestniczył w rywalizacji na V Igrzyskach olimpijskich rozgrywanych w Sztokholmie w 1912 roku. Startował tam w trzech konkurencjach w skokach do wody. W skokach indywidualnych z trampoliny odpadł w pierwszej rundzie rywalizacji zajmując trzecie miejsce w grupie pierwszej i dziewiąte w klasyfikacji ogólnej. W skokach standardowych z wieży nie ukończył rywalizacji, a w skokach standardowych i złożonych z wieży odpadł z rywalizacji w pierwszej rundzie, zajmując piąte miejsce w grupie drugiej i piętnaste miejsce w klasyfikacji ogólnej.
Zginął w wypadku drogowym.